# Porcius Festus
 (décembre 2022).
- Si vous ne connaissez pas le sujet, laissez ce bandeau (vous pouvez alors contacter les auteurs).
- Si vous supprimez le contenu mis en cause (vous pouvez préalablement contacter les auteurs),

argumentez précisément cette suppression dans la page de discussion
(un manque de référence n'est pas un argument ; une recherche réelle de référence doit avoir été effectuée, être formellement documentée).
 (décembre 2022).

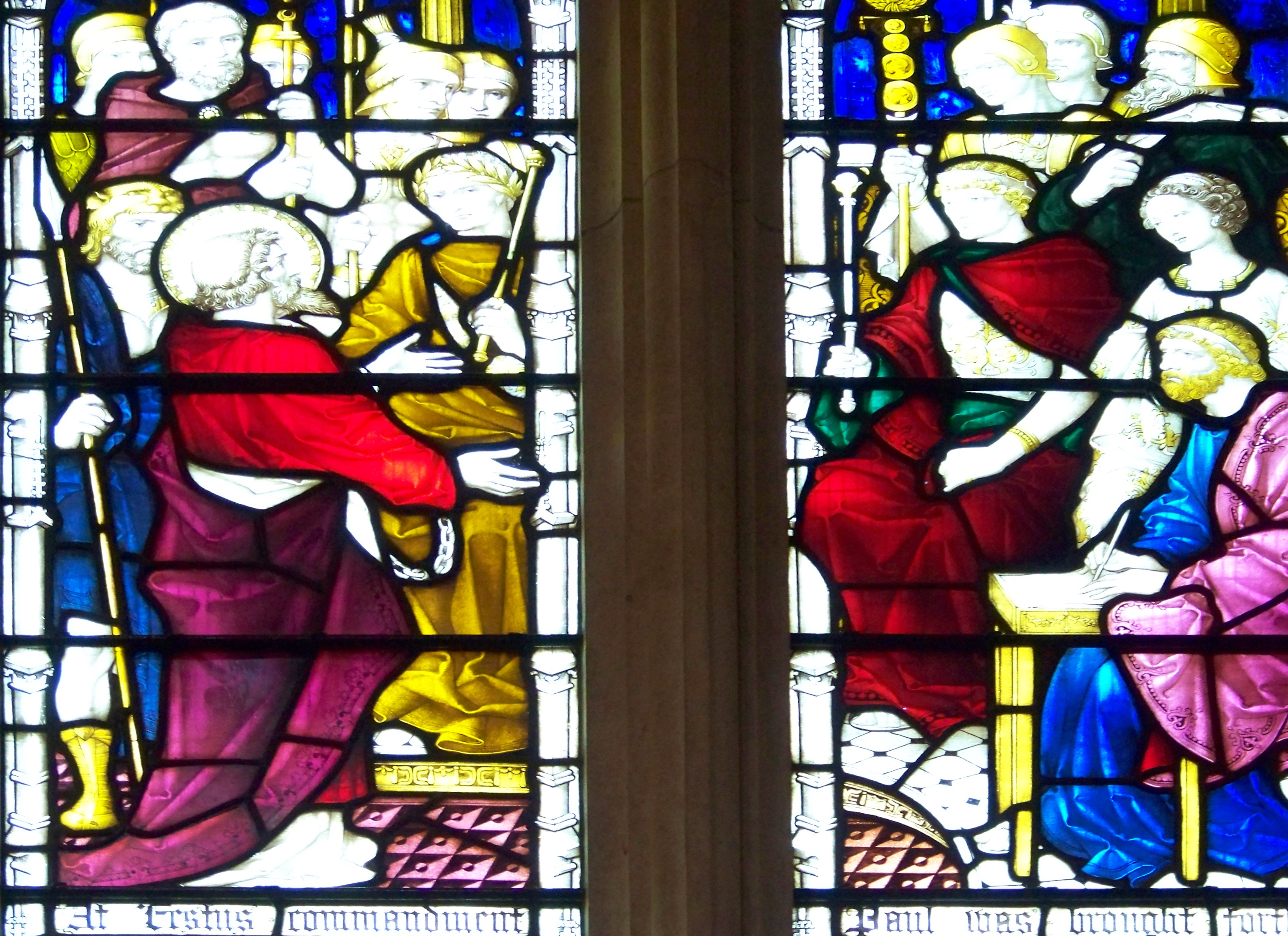
Festus (en jaune) s'adressant à Saint-Paul au cours de son procès à Césarée. À droite Bérénice est représentée avec son frère Agrippa.
(Vitrail de la cathédrale Saint Paul, à Melbourne.)

Porcius Festus était procurateur de Judée d'environ 60 à 62, succédant à Antonius Félix.

## Éléments de biographie
Lorsqu'il est nommé procurateur de Judée vers 58, Festus hérite des problèmes rencontrés par son prédécesseur. « En dépit des efforts de Félix, la confusion et l'insécurité règnent toujours en Judée. Outre le fort sentiment anti-romain qui pousse les Juifs à se révolter contre l'occupant, c'est aussi une guerre civile qui couve entre les différentes factions juives. » En raison de l'insécurité, chaque groupe prend les armes, les personnalités des différents partis s'entourent de gardes du corps et chacune des quatre familles du grand-prêtre possède sa propre bande armée.
Les troubles entre Juifs et Samaritains renaissent sur le statut des Juifs à Césarée. Régulièrement, entre les populations juive et grecque de la ville on passe des insultes aux jets de pierres et parfois à des affrontements plus importants. Lorsque Néron décide que Césarée est une ville grecque — ce qui a pour effet de déchoir du droit de citoyenneté les Juifs de la ville, qui faisait d'eux les égaux des Grecs — les affrontements reprennent de plus belle. Malgré la répression que les forces de Festus et de ses successeurs exercent, les affrontements sur cette question se poursuivront jusqu'au déclenchement de la grande révolte juive en 66. 
Sous le gouvernorat de Festus, les querelles n'épargnent même pas l'administration du Temple. En 59,⁹ Agrippa II, roi de Batanée et de Trachonitide, qui est aussi chargé de la nomination du grand-prêtre, désigne Ishmael ben Phabi pour remplacer Ananias de Zébédée qui avait été désigné par son oncle Hérode de Chalcis. Fait exceptionnel, le choix est contesté par les prêtres de moindre importance et les lévites. Les causes du conflit semblent principalement économiques et concerner la perception des dîmes. « Le grand prêtre envoie ses hommes de main piller les granges des lévites pour y dérober les grains de blé contestés. »
Même si les légions romaines ont réussi à les réduire, des bandes de Zélotes, que Flavius Josèphe appelle des « brigands », contrôlent encore certaines zones reculées de la province et font régulièrement des incursions dans des zones plus riches.
Selon les Actes des Apôtres,  un mouvement de contestation houleux, soulevé par des Juifs d'Asie, entraîne l'arrestation de Paul de Tarse alors qu'il se trouve dans le Temple, (58). Un prêtre de haut rang, probablement Hanan ben Hanan, soutient l'accusation contre Paul à Césarée devant Félix, le prédécesseur de Porcius Festus. Toutefois celui-ci n'a pas statué sur son sort et l'a maintenu en prison à Césarée. Pour décider du sort de Paul, Porcus Festus organise en 60 une autre comparution deva⁰nt lui, en y associant Agrippa II et sa sœur Bérénice. Le verdict d'Agrippa est de rendre sa liberté à Paul. Toutefois c’est bel et bien en tant que prisonnier qu’il fera le long déplacement vers Rome sur un navire marchand.
« Les conflits qui secouent la Judée sont donc multiples : Grecs contre Juifs, Juifs contre Romains, haut clergé juif contre prêtres ordinaires, Sadducéens et Pharisiens contre chrétiens. »
Dans ce contexte compliqué, Agrippa II provoque un inutile regain de tension, lorsqu'au sommet de son palais de Jérusalem, il se fait emménager un somptueux appartement, d'où il observe souvent ce qui se passe dans le Temple. Les juifs indignés et le grand prêtre Ishmaël font alors édifier un haut mur pour préserver le sanctuaire du regard d'Agrippa, mais ce dernier ordonne qu'il soit abattu. Ishmael ben Phabi qui a pourtant été nommé par le roi, se rend alors à Rome, à la tête d'une délégation pour demander l'arbitrage de l'empereur. Néron désavoue alors Agrippa, mais probablement à sa demande, il empêche le grand-prêtre de retourner en Judée. 
En 62, Festus meurt dans l'exercice de ses fonctions. Il est remplacé par Lucceius Albinus.